# La Nymphe (1782)
Pour les articles homonymes, voir Nymphe (homonymie).
La Nymphe a été le nom de deux frégates différentes. La première, lancée en 1777, est une frégate de la marine royale dont les Anglais se sont emparés en 1780. La seconde est une frégate, initialement de la marine royale française, puis de la Première République française, en service de 1782 à 1793.

## Première frégate royale de ce nom
Une première frégate de ce nom, lancée en 1777, est utilisée en août 1780 au large d'Ouessant : trois de ses officiers décèdent ainsi lors du combat contre la Flora.  Son commandant le chevalier de Charles-Marie de Trolong du Rumain attaque la frégate anglaise, la Flora, le 10 août 1780, et ordonne l'abordage.  À ce moment-là, il est tué.  Son second, le chevalier de Pennendreff de Keranstret meurt peu après.  Le jeune Thomas-Pierre du Couëdic, neveu de feu son oncle Charles Louis du Couëdic, quoique âgé de 21 ans mais fort de sa dernière expérience lors du combat contre le Québec, prend le commandement de la frégate. Au moment où il met les pieds sur le pont anglais, transpercé par un coup de pique, il tombe ensanglanté entre les bordages des deux bâtiments, où il est écrasé. Cette frégate est capturée et devient anglaise après ce combat,,.

## Deuxième frégate royale
Une deuxième frégate du même nom est lancée par la marine royale en 1782 à Brest. C'est un navire de 32 canons. En janvier 1783, il se trouve aux Antilles. Le 7, ce vaisseau participe à la capture d'une corvette anglaise, le HMS Raven. Le 17 février de la même année, La Nymphe est avec l'Amphitrite, frégate de 32 canons, lorsqu'elle capture le HMS Argo, frégate de 44 canons. Le 20 janvier 1785, La Nymphe arrive à Brest et ramène à cette occasion en France le général La Fayette,. Puis le navire sert pour le transport de troupes aux Antilles et à Cayenne.

## Utilisation de cette deuxième frégate, désormais intégrée à la marine républicaine, pendant la guerre de Vendée et naufrage
Fin 1793, La Nymphe, comptant alors 26 canons et commandée par le lieutenant de vaisseau Pitot, participe à des opérations contre les Vendéens, qui occupent alors l'île de Noirmoutier,. C'est un navire fatigué, qui aurait besoin d'être profondément rénové, et qui a été réparé en liant la coque avec des courbes de fer. Il est de plus armé avec des pièces d'artillerie ayant une portée assez faible. Le 30 décembre 1793, La Nymphe, la corvette le Fabius et la canonnière L'Île-Dieu engagent un combat en début d'après-midi contre une batterie côtière royaliste, mais l'affaire tourne mal pour les républicains. Les Vendéens tirent à boulets rouges, et l'un d'eux frappe le mât d'artimon du Fabius. La Nymphe, avec à son bord les représentants en mission Prieur de la Marne, Turreau et Guermeur, s'égare et s'échoue après trois heures de canonnade,,. La vergue du grand hunier est brisée nette, et l'équipage compte deux morts et deux à cinq blessés,
Après son échouement, La Nymphe sombre et reste abandonnée pendant plusieurs années avant d'être revendue à un charpentier qui prélève les éléments du gréement. La coque demeure quant à elle immergée. Les restes de l'épave sont découverts dans la baie de Bourgneuf en 2014,,.

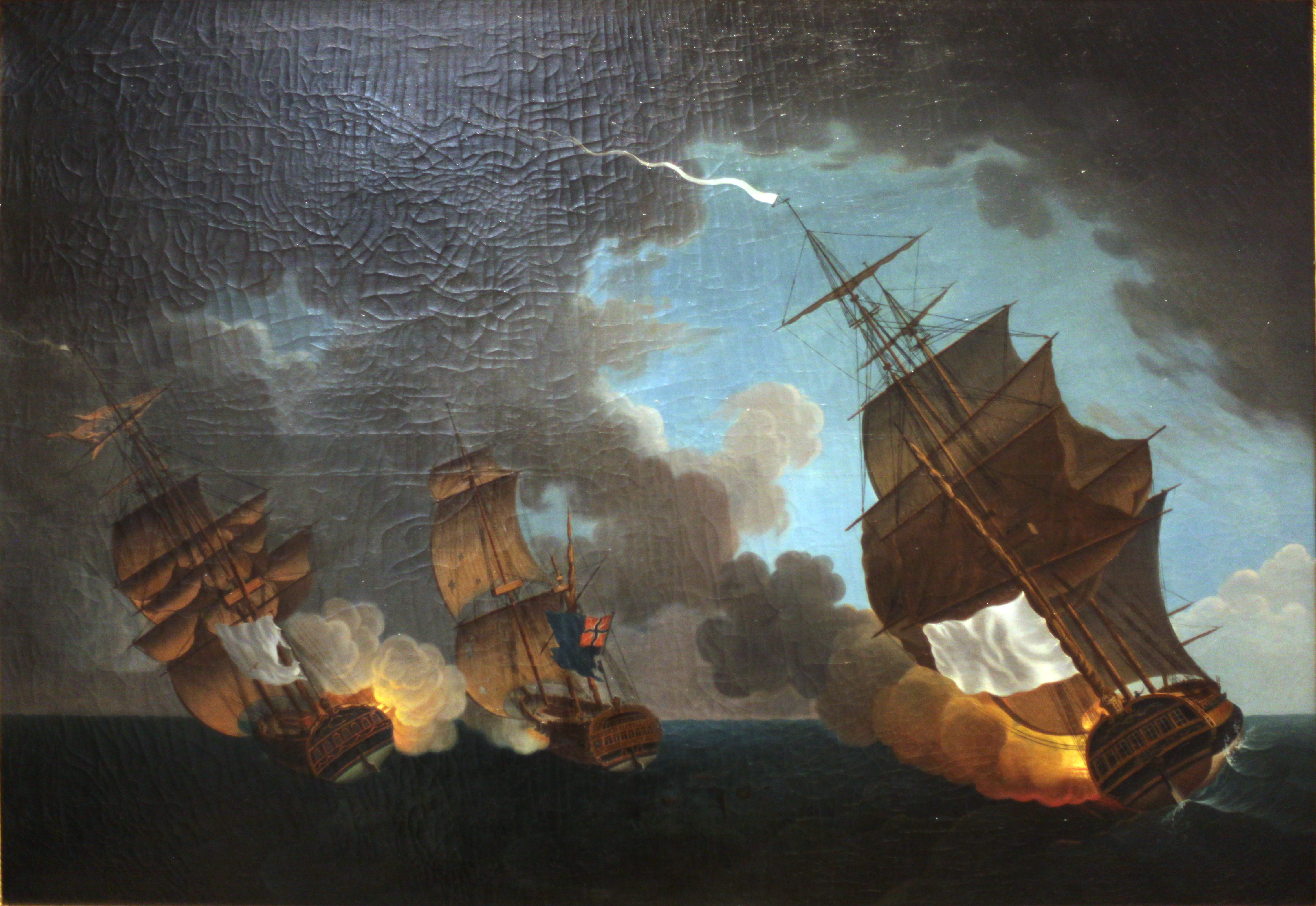
Combat de La Nymphe et l'Amphitrite contre l'Argo, 17 février 1783, huile sur toile d'Auguste-Louis de Rossel, 1790, Musée national de la Marine, Paris.
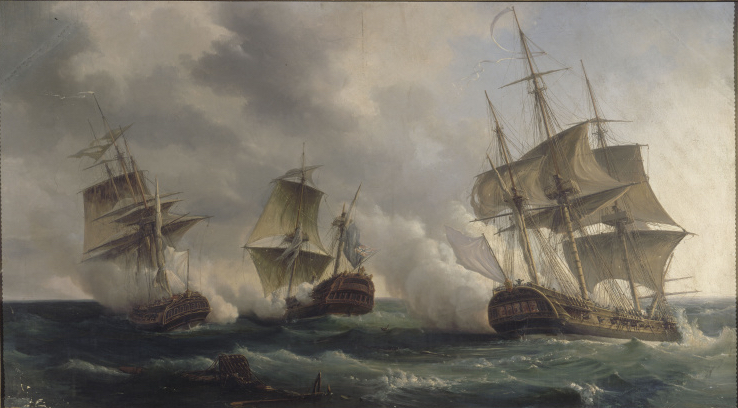
Combat des frégates francaises La Nymphe et L'Amphitrite contre le vaisseau anglais L'Argo (11 février 1783), huile sur toile de Pierre-Julien Gilbert, 1837, Musée de l'Histoire de France, Versailles.